# Estoril Open 2003
Die Estoril Open 2003 waren der Name eines Tennisturniers der WTA Tour 2003 für Damen sowie eines Tennisturniers der ATP Tour 2003 für Herren, welche zeitgleich vom 5. bis zum 13. April 2003 in Oeiras stattfanden.